# Белаустеги, Ион
Ион Белаустеги Руано (исп. Ion Belaustegui Ruano; род. 19 марта 1979, Доностия-Сан-Себастьян) — испанский гандболист, игравший на позиции правого полусреднего;  бронзовый призёр Олимпийских игр 2008 года в составе сборной Испании.

## Карьера

### Клубная
Начинал свою профессиональную карьеру в «Барселоне», с которой выиграл 3 раза чемпионат Испании. В 1999 году перешёл в испанский клуб «Вальядолид», а в 2001 году — в «Адемар Леон». В 2003 году перешёл в немецкий клуб «Гамбург», где провёл 2 сезона. В 2005 году вернулся в Испанию, играл за «Сьюдад Реал», с которым в первом сезоне стал серебряным призёром чемпионата Испании, а во втором выиграл чемпионат. В 2007 году перешёл в «Сьюдад де Логроньо», через два года  перешёл в испанский клуб «Сан-Антонио». В 2010 завершил профессиональную карьеру.

### В сборной
Выступал за сборную Испании (96 матчей, 203 гола). Дважды играл на Олимпиадах в гандбольном турнире. Бронзовый призёр Олимпийских игр 2008, серебряный призёр чемпионата Европы 2006, победитель Средиземноморских игр 2005.